# Polyzonus copei
Polyzonus copei es una especie de escarabajo longicornio del género Polyzonus, subfamilia Cerambycinae, tribu Callichromatini. Fue descrita científicamente por Vives, Bentanachs y Chew en 2009.
El período de vuelo ocurre en los meses de marzo, abril, mayo, junio y agosto.

## Descripción
Mide 15-20 milímetros de longitud.

## Distribución
Se distribuye por Malasia, en la isla de Borneo.